# Crambella
Crambella là chi thực vật có hoa trong họ Cải.